# Cerati
I Cerati erano una nobile famiglia di origine piemontese trasferitasi a Parma nel XIV secolo, insignita del titolo di conti di Viarolo e Vicomero.

## Storia

### Origini
L'origine certa della famiglia è tuttora ignota. Nelle Memorie storiche di Piacenza di Cristoforo Poggiali è menzionato un Obizzo Cerati da Alba, tesoriere e ministro alla corte degli Angiò di Napoli nel 1181; Angelo Pezzana, invece, nella sua Storia di Parma riteneva i Cerati originari di Casale Monferrato; appare comunque quasi certa l'origine piemontese.
Si ignora tuttavia perché i Cerati avessero abbandonato il Monferrato per stabilirsi a Parma, anche se la motivazione potrebbe essere legata al fatto che nel 1300 un Francesco fu nominato console di giustizia nella città, tanto più che la stirpe Aleramica del Monferrato si era estinta con Giovanni (1303). Dal console Francesco, la casata dei Cerati proseguì in Parma ininterrotta fino al XIX secolo con personaggi di rilievo in cariche civili, militari ed ecclesiastiche.

### Personaggi illustri
Vari documenti storici menzionano numerosi appartenenti alla casata dei Cerati a partire dal XIV secolo:
- Paolo. Figlio di Francesco, fu membro del Consiglio degli Anziani del comune di Parma nel 1346.
- Giovanni. Fu Rettore dell'Ospedale di San Giovanni Evangelista nel 1382.[2]
- Luca I. Figlio di Giovanni, fu membro del Consiglio degli Anziani nel 1412.
- Simone. Appariva in documenti del 1421.
- Luca II. Fu Magistrato della Guerra nel 1432.
- Leonardo. Fu membro del Consiglio di Parma nel 1470 e ambasciatore presso il duca di Milano.
- Gherardo. Seguì l'istituzione del Monte di Pietà nel 1488.
- Francesco. Fu membro del Consiglio degli Anziani ed attese alla pubblicazione dei nuovi Statuti dell'Urbe nel 1494.
- Luca III († 1558). Canonico del Capitolo della Cattedrale di Parma nel 1513, fu nominato Vescovo di Costanza nel 1540 e suffraganeo del vescovo di Parma Guidascanio Sforza; molto colto, contribuì e aiutò la fondazione della Congregazione di San Filippo Neri. Alla sua morte, fu sepolto nel duomo di Parma nella cappella del Venerando Consorzio.[3]

Il ramo di messer Luca si estinse nel 1558 con la morte di monsignor Luca III, ma la casata dei Cerati continuò con i discendenti di Andrea, fratello di messer Luca I, notaio in Parma dal 1490 al 1529:
- Francesco. Figlio di Andrea, nobile, fu orefice di professione. Documenti attestano che era vivente nel 1451.[5]
- Marco. Fu membro del Consiglio degli Anziani e come tale fu incaricato del problema della navigazione del Po; uomo eminente e fra i maggiorenti della città, fu creato Conte di Viarolo e Vicomero dal duca Gian Galeazzo Sforza nel 1451.[6]
- Paolo II. Figlio di Marco, nel 1497 fruì di una cospicua eredità a Milano.[7]
- Gherardo (1536 - 1604). Studiò matematica, architettura, musica e pittura, dedicandosi a quest'ultima.[8]
- Francesco (1571 - ?). Figlio di un conte Giovanni, si dedicò alla poesia tragica, pubblicando varie tragedie, tra cui l'Arsace, l'Altea, la Rossana e la Ginevra.[1]
- Livio († 1642). Dottore in legge dal 1608, fu nominato dal duca Odoardo I Farnese Auditore di campo nell'impresa militare contro lo Stato di Milano a favore del Re di Francia, incarico che rifiutò per motivi familiari; successivamente divenne avvocato della Camera Ducale di Parma. Nel 1628 fu a capo dell'ambasceria inviata ad incontrare Margherita de' Medici in vista del suo matrimonio con Odoardo Farnese.[9]
- Pier Francesco. Nel 1619 fu eletto quindicesimo abate della chiesa di San Sepolcro.[10]
- Galeazzo. Nel 1642 fu eletto dal Consiglio degli Anziani curatore dell'Archivio del comune, ma l'anno seguente il consiglio decise la nomina di quattro archivisti, obbligati a prestare gratuitamente servizio a vita; fu compreso tra i prescelti con Pietro Lodovico Toccoli, Paolo Camillo Tagliaferri e Troiano Fognani, pertanto rifiutò l'incarico e fu sostituito con un altro, ma l'esperimento dei quattro archivisti ebbe breve durata.[11]
- Gaspare (1690 - 1769). Figlio del conte Valerio e di Fulvia, nata dal conte Carlo Agosto Anguissola, ebbe nel 1695 quale padrino di battesimo il duca Francesco Farnese. Entrò nel collegio dei gesuiti a Modena, poi studiò teologia e filosofia a Roma e fu ordinato sacerdote nel 1714. Molto colto, diresse la biblioteca della chiesa Nuova, stringendo amicizie con intellettuali meno conformisti, coi quali condivideva interessi scientifico-sperimentali. Nel 1730 fu nominato tra i confessori del conclave che portò all'elezione di papa Clemente XII. Rientrò a Parma nel 1732, ove divenne bibliotecario di Corte e precettore dell'infante Carlo di Borbone, nuovo duca di Parma. Nel 1733 si trasferì a Pisa, ove fu nominato Provveditore generale dello Studio pisano e Priore della chiesa di Santo Stefano dei Cavalieri, mantenendosi in contatto con gli ambienti romani. Nel 1742 viaggiò in Francia, ove conobbe numerosi intellettuali dell'epoca, tra i quali Voltaire, l'abate di Saint-Pierre e soprattutto Montesquieu, coi quali mantenne sempre una vivace corrispondenza; l'anno seguente partì per l'Inghilterra, ove frequentò il mondo scientifico e gli ambienti della Royal Society; in seguito si recò nei Paesi Bassi, rientrò a Parigi, ripartì per Lipsia, Berlino e Vienna; da qui rientrò a Pisa, da cui in seguito si allontanò solo per brevi viaggi in Italia. Malato da tempo, morì nel 1769 e fu sepolto nella chiesa delle monache dell'Ordine di Santo Stefano, a Firenze; prima della sua morte dispose che fosse distrutta gran parte del suo ricchissimo epistolario e che il suo corpo venisse sezionato per studiarne la malattia.[12]
- Valerio. Cavaliere di Gran Croce dell'Ordine Costantiniano di San Giorgio, fu podestà di Fiesso nel 1713. Si sposò con la contessa piacentina Giulia Anguissola.
- Carlo († 1764). Figlio di Valerio, fu Reggente delegato nel 1746, Pro-podestà l'anno seguente ed infine Podestà di Parma nel 1749. Divenne successivamente consigliere dell'imperatore Carlo VI d'Asburgo e poi di Enrichetta d'Este; fu nominato Reggente del Supremo Consiglio d'Italia e Senatore di Milano. Si sposò con Isabella Dalla Rosa, dama d'onore della regina Elisabetta Farnese.[13]
- Gaetano (1730 - 1807). Figlio di Carlo, nel 1738 entrò nel collegio dei gesuiti di Modena e successivamente nel collegio dei somaschi a Verona; in seguito rientrò a Parma, ove studiò al collegio dei Nobili; nel 1748 entrò nell'Ordine dei benedettini, presso l'abbazia di San Giovanni Evangelista, assumendo il nome di Gregorio. Studiò teologia, storia ecclesiastica e diritto canonico, ma non riuscì a dedicarsi all'insegnamento a causa della balbuzie. Ordinato sacerdote, fu nominato Rettore della badia di Sanguigna, presso Colorno, ove entrò in contatto con la Corte ducale. Iniziò a comporre in versi, realizzando la Genesi. In seguito fu nominato Procuratore e poi Priore del Monastero di San Giovanni Evangelista di Parma, ove conobbe padre Gregorio Barnaba Chiaramonti, poi papa Pio VII. Nel 1778 fondò il Conservatorio delle Luigine a Parma. Nel 1783, su iniziativa del duca Ferdinando di Borbone, fu nominato vescovo di Piacenza, ove trovò una certa ostilità a causa della sua origine conventuale, che si acuì negli anni seguenti, nonostante le numerose iniziative di carità. Cercò di mediare con le truppe francesi che invasero la città nel 1796, emanando una serie di Norme da eseguirsi dai parroci; organizzò l'assistenza ai numerosi feriti della battaglia della Trebbia del 1799 ed aiutò la popolazione a far fronte ai disastrosi passaggi delle truppe. Rioccupata nuovamente Piacenza dai Francesi nel 1800, fu accusato di mostrare un atteggiamento favorevole ai nuovi dominanti, che gli conferirono nel 1806 la croce della Legione d'onore; tuttavia emanò due lettere pastorali contro i costumi più liberi introdotti dai Francesi. In seguito alla soppressione di numerosi conventi stabilita da Napoleone Bonaparte ed alle rivolte popolari nelle zone montane della diocesi, cercò di mediare fra le parti e di mitigare la durissima repressione. Scomparve l'anno seguente; per sua volontà fu istituito un ricovero per sacerdoti anziani o ammalati, che prese il nome di Pio Ritiro Cerati.[14]
- Antonio (1738 - 1816). Figlio di Carlo, fu insigne letterato e poeta. Non si sposò e con lui si estinse la casata. L'unica figlia di sua sorella Fulvia, Chiara Mazzucchini, sposò l'irlandese Philip Magawly, successivamente nominato Presidente del Consiglio di Stato durante il governo della duchessa Maria Luigia; nel 1808, poco dopo il matrimonio, Philip Magawly modificò il proprio nome con quello di Filippo Magawly Cerati ed ereditò nel 1816 il patrimonio di Antonio Cerati.[15]

## Stemma
I Cerati ebbero dagli Sforza la concessione di adottare il loro stemma nel 1450: "Scutum habet in medio leonem con pomo colonio in campo celeste", col motto "Virtus ad astra tendit".